# محلل الهوائي

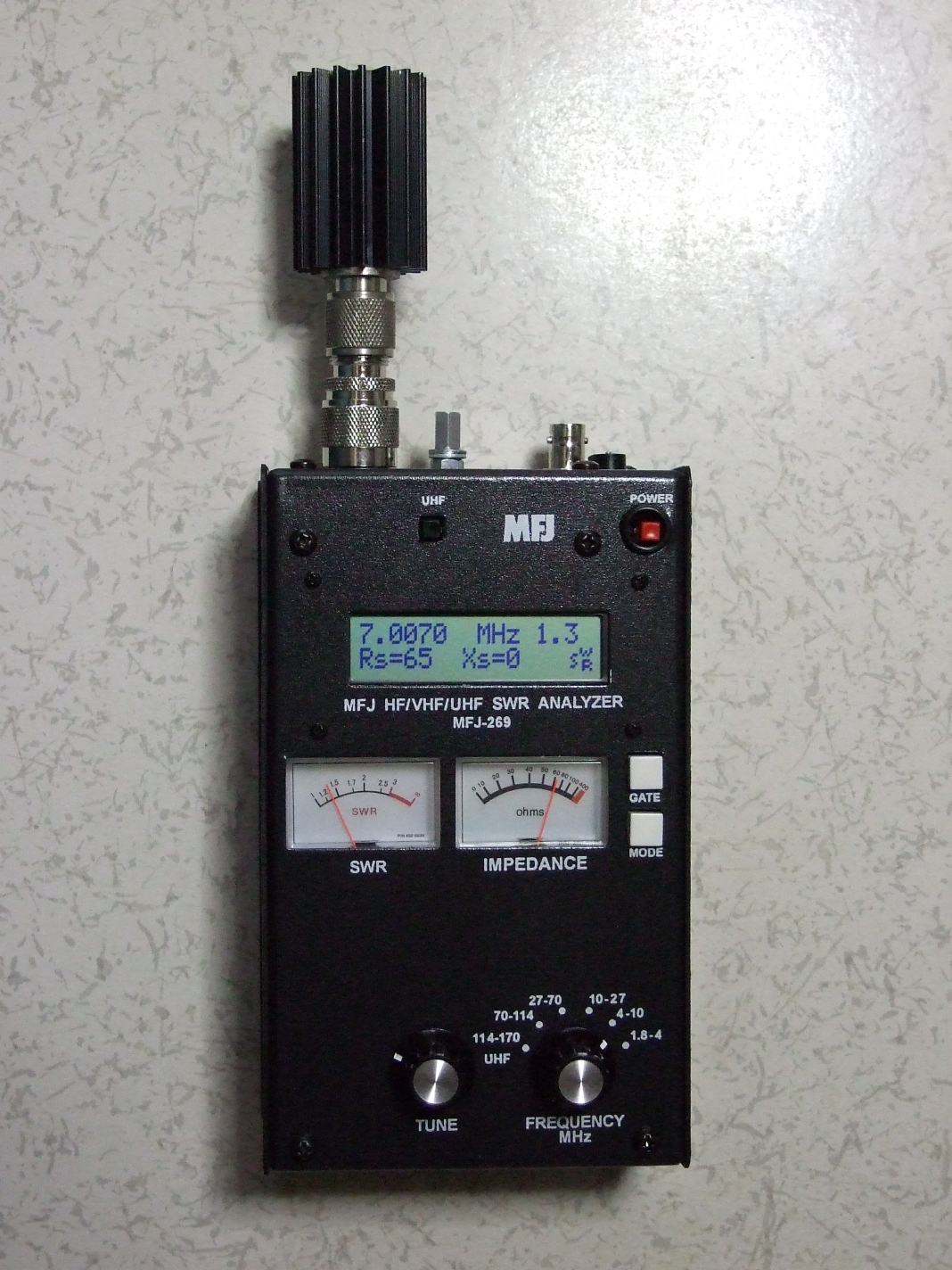
محلل الهوائي يقيس نسبة معدل الانعكاس والممانعة المركبة على حمولة وهمية. الجهاز من تصنيع شركة إم إف جي إنتربرايزز.

محلل الهوائي (بالإنجليزية: Antenna analyzer) ويعرف أيضًا بمحلل الترددات اللاسلكية، هو جهاز يُستخدم لقياس ممانعة الدخل في أنظمة الهوائيات ضمن مجال الإلكترونيات الراديوية.

## استخدام
يُستخدم محلل الهوائي في الاتصالات الراديوية، بما في ذلك هواة الراديو، لضبط أداء الهوائي وخط التغذية بدقة، ولتحديد الأعطال وإصلاحها.
استُخدم المحلل الهوائي منذ فترة طويلة في مجال البث لضبط الهوائيات، ويتوفر منه جهاز يقيس الممانعة المركبة أثناء عمل جهاز الإرسال، وهو أمر أساسي عند ضبط أنظمة الهوائيات متعددة الأبراج. ومع تطور التقنية، أصبحت محللات الشبكات ذات القراءة المباشرة أكثر انتشارًا.